# Павелец 2
Павелец 2 — посёлок станции в Скопинском районе Рязанской области. Входит в Павелецкое городское поселение.

## География
Находится в западной части Рязанской области на расстоянии приблизительно 23 км на запад по прямой от железнодорожного вокзала в городе Скопин.

## История
Посёлок при станции здесь (тогда территория Скопинского уезда Рязанской губернии) был учтён уже в 1897 году. Работоспособное население работает на станции Павелец-2 (Павелец-Сызранский).

## Население
Численность населения: 605 человек (1897 год), 134 в 2002 году (русские 100 %), 108 в 2010.